# Boulevard Kellermann
Koordinaten: 48° 49′ N, 2° 21′ O
Der Boulevard Kellermann durchquert das Quartier de la Maison-Blanche im 13. Arrondissement von Paris. Er ist Teil der Boulevards des Maréchaux.

## Lage
Der Boulevard beginnt an der Porte d’Italie, wo er vom Boulevard Masséna abzweigt. Er führt dann in einem großen Bogen nach Westen zum Stade Charléty, an der Grenze zwischen dem 13. und 14. Arrondissement, wo er in den Boulevard Jourdan übergeht. Er hat damit eine Länge von 1 200 m und eine Breite von 40 bis 50 m.
Früher war er an die Ligne de bus de Petite Ceinture angebunden. Jetzt gibt es die Linie 3 der Pariser Straßenbahn mit den Stationen an der Porte d’Italie, Poterne des Peupliers und am Stade Charléty. Die 184 des  RATP fährt zur Porte d’Italie und Poterne des Peupliers.

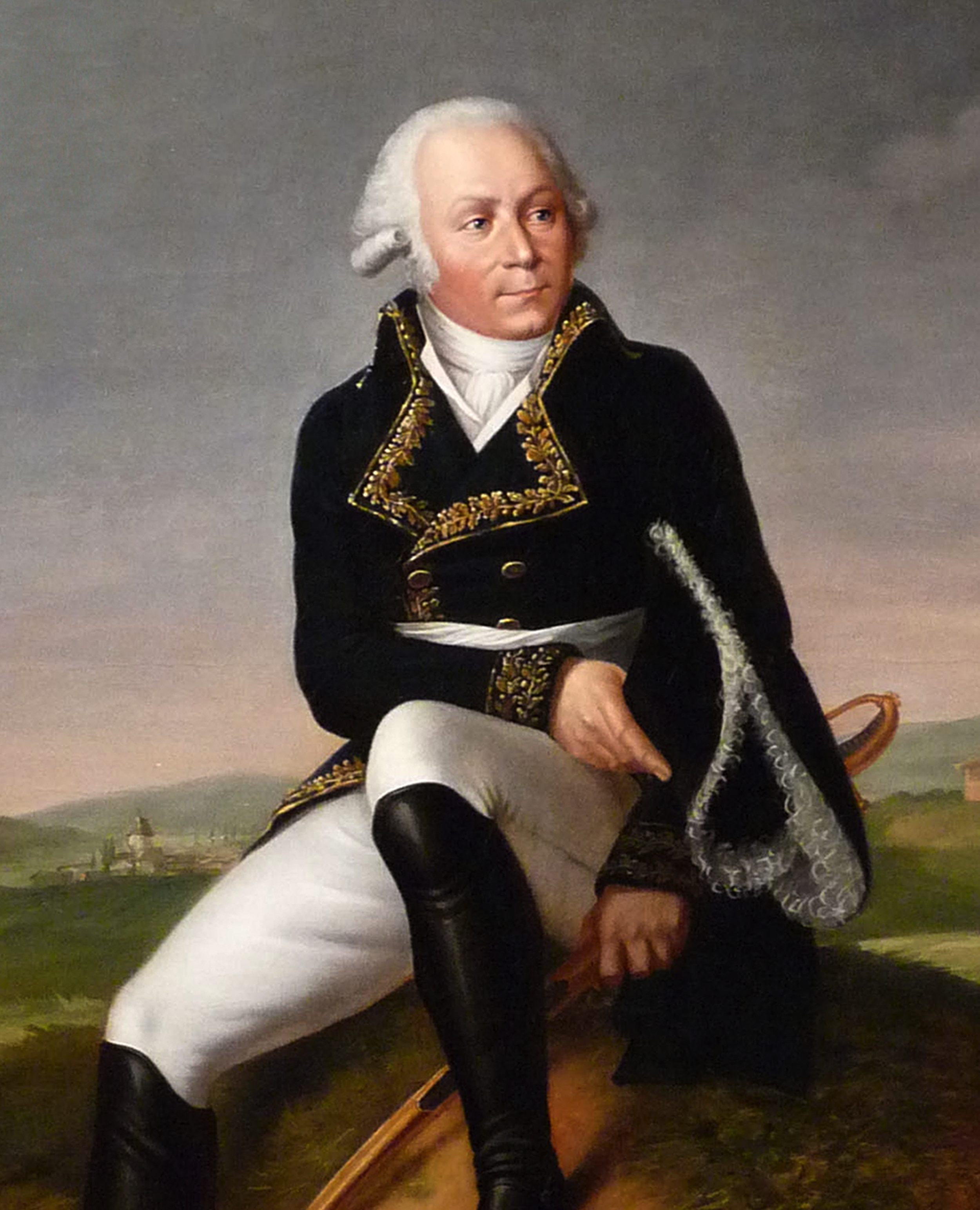
François Christophe Kellermann.

## Namensursprung
Der Boulevard ist nach François-Christophe Kellermann benannt, dem Sieger der Kanonade von Valmy.

## Geschichte
Der Boulevard Kellermann ist Teil des Boulevardrings, der 1861 entlang der Thiersschen Stadtbefestigung angelegt wurde und die ehemalige Militärstraße ersetzte.
Während des Ersten Weltkriegs, am 11. April 1918, explodierte ein Geschoss des Paris-Geschützes, das zwischen Fourdrain und Crépy (Aisne) stand, in der Fabrik Gnome et Rhône, Boulevard Kellermann nahe Porte de Gentilly.

## Sehenswürdigkeiten
- In der Nähe der Porte d’Italie befindet sich der Eingang zum Park Kellermann, der sich über 5,6 ha erstreckt und am früheren Flussbett der Bièvre liegt. Er wurde nach dem Abbau der Thiersschen Stadtbefestigung im Jahr 1930 eingerichtet.[2]
- Der Boulevard führt an seiner tiefsten Stelle durch das Poterne des Peupliers. Das Ausfalltor (französisch poterne) war die Öffnung in der Thiersschen Stadtbefestigung für eine Straße und die Bièvre. Im 20. Jahrhundert wurde Fluss in den Untergrund gelegt und der Straßendurchgang entsprechend verbreitert. Das Poterne des Peubliers ist eines der wenigen Zeugnisse der alten Stadtmauer.
- 1982 wurde in Nr. 17 die «Jugendherberge Kellermann» (CISP) eröffnet.
- Der Wolkenkratzer Tour Chambord in Nr. 22 dominiert mit seinen 96 m das Straßenbild.
- Kurz vor der Porte de Gentilly befindet sich das Stade Charléty, erbaut 1939